# Tallisaari (ö i Mellersta Finland, Keuruu)
Tallisaari är en halvö i Finland. Den ligger i sjön Ruokolahti och i kommunen Keuru i den ekonomiska regionen  Keuru ekonomiska region  och landskapet Mellersta Finland, i den södra delen av landet, 220 km norr om huvudstaden Helsingfors.